# Pouzolzia confinis
Pouzolzia confinis är en nässelväxtart som beskrevs av Carl Ludwig von Blume. Pouzolzia confinis ingår i släktet Pouzolzia och familjen nässelväxter. Inga underarter finns listade i Catalogue of Life.